# Acylgrupp
En acylgrupp är en kemisk funktionell grupp av formen RC(=O)-

En allmän acylgrupp(blå) i en keton (upp vänster), som en acyljon (upp mitten), som en acylradikal (upp höger), en aldehyd (nere vänster), ester (nere mitten) eller amid (nere höger). (R^{1}, R^{2}, R^{3} = kolkedja eller väte)

Vanliga acylgrupper är till exempel formyl (HC(=O)-), acetyl (H3C-C(=O)-) och bensoyl (Ph-C(=O)-). Den senare ej att förväxla med bensyl.